# Mega Man Legends 3
Mega Man Legends 3 (Rockman DASH 3 (ロックマンDASH 3, Rokkuman Dasshu Tsūri) au Japon) est un jeu d'action-aventure développé et édité par Capcom. Il était prévu pour une date indéterminée sur Nintendo 3DS, mais a finalement été annulé,,.

## Intrigue
L'histoire du jeu aurait continué juste après les événements de Mega Man Legends 2. Deux nouveaux personnages, Aero et Barrett, se joindront à ceux de retour pour aider à secourir le protagoniste, Mega Man Volnutt, d'Elysium. Chris Hoffman de Nintendo Power a sous-entendu que le jeu terminé se concentrait peut-être sur un objet mystérieux appelé Klicke Lafonica et sur les conséquences du système Elder qui se réactivait à la fin de Legends 2.

## Développement
Capcom fait participer les joueurs au développement du jeu, en organisant des concours sur son site officiel : la firme propose notamment de choisir le design de l'héroïne. À la suite des votes des joueurs, c'est l'héroïne dessinée par Shinsuke Komaki qui remporte la mise et apparaîtra dans le jeu. Le 19 juillet 2011, Capcom annonce officiellement que le projet est annulé et que ni le jeu ni la démo ne sortiront.
Depuis cette annonce, de nombreux regroupements prirent naissance pour contrer cette décision. L'un d'eux, intitulé 100 000 Strong for Bringing Back Mega Man Legends 3, visible sur Facebook ou sur leur site officiel, a réussi à prendre contact avec certains dirigeants du projet. Voyant un mouvement naissant, ceux-ci restent tout de même perplexes et soutiennent que pour envisager de relancer la conception du jeu, ils souhaiteraient voir un mouvement plus important.
Keiji Inafune et sa société, Comcept, annoncent alors Mighty No. 9, un jeu considéré comme le successeur spirituel de la franchise Mega Man.